# Гексапла
Гекса́пла (также Гекса́плы, Гекза́плы; Экза́плы; др.-греч. Ἑξαπλᾶ — «ушестерённая [Библия]»; лат. Hexapla) — синоптический свод текстов Ветхого Завета, составленный Оригеном примерно к 245 году; первый в истории образец библейской критики, не имевший в античности аналогов.
Цель составления Гексапл дискутируется. Скорее всего, книга предназначалась для христианско-раввинской полемики относительно испорченности текста Писания. Свод включал еврейский текст, его огласовку в греческой транскрипции и как минимум четыре параллельных греческих перевода, в том числе Септуагинту; в этом плане он является прототипом позднейших полиглотт. В ряде источников сообщается, что для Псалтири существовали ещё два или три варианта перевода, как и для некоторых пророческих книг. В конце жизни Ориген создал сокращённую версию своего труда — Тетраплу, включавшую только четыре греческих перевода (отсюда название).
Объём Гексапл мог достигать 3000 пергаментных листов, поэтому данный труд никогда не копировался в полном объёме. После составления он был перевезён в Кесарийскую библиотеку. В IV веке Септуагинта в редакции Оригена была переписана из Гексаплы, при этом научный аппарат Оригена в этой копии был проигнорирован. Эта редакция Септуагинты получила распространение главным образом в Палестине. В начале VII века епископ Павел Телльский перевёл этот текст на сирийский язык, сохранив редакторские пометы Оригена (так называемая Сиро-Гексапла); он является одним из основных источников реконструкции оригинала. При захвате Кесарии арабами в 638 (или 653) году труд Оригена, вероятно, был утрачен. В 1896—1900 годах фрагменты Псалтири из Гексаплы были обнаружены в Каирской генизе. Попытки издания текста Оригена предпринимались начиная с XVI века. Наиболее фундаментальной остаётся реконструкция Ф. Филда (1875) на основе греческих и сирийских свидетельств.

## Замысел и концепция труда
Ориген ещё в молодости приступил к изучению еврейского языка; вынужденно переселившись в Палестину во время гонений на христианство в Александрии, он углубился в библейскую текстологию и к 240-м годам прокомментировал практически все книги Ветхого и Нового Завета. Метод его работы с библейским текстом был описан в послании к Африкану (около 240 года) и комментарии к Евангелию от Матфея:

Имеющиеся в списках Ветхого Завета разногласия мы, с Божией помощью, смогли уврачевать, в качестве критерия воспользовавшись другими изданиями. Из того, что добавлено в разногласящих списках Семидесяти, мы, критически сверив с другими изданиями, оставили только согласное с ними, а кое-что, не обретающееся в еврейском тексте, отметили обелисками, не решившись удалить это. Другое, наоборот, мы выделили при помощи астерисков, дабы заметно было, что не имеющееся у Семидесяти мы заимствуем из согласного свидетельства других изданий и еврейского текста. Желающий может это выпустить, и кого уязвит оно, тот волен решать, принимать ему это или нет.— Матф. XV. 14
Для Оригена, как следует из послания к Африкану, было немыслимо предложить собственный, более правильный по его мнению, перевод Писания, как из-за сомнений в степени владения языком, так и из-за того, что считал такую задачу нечестивой. В том же послании он защищал текст Септуагинты перед протомасоретским, поскольку он получил одобрение отцов Церкви, и пытаться ревизовать его означало также играть в пользу противников христианского Писания из раввинской среды. Эти же причины мешали ему принимать любой другой перевод, кроме Септуагинты; но при этом Ориген учил, что христиане должны открыто заявлять о расхождениях между текстом LXX и еврейским. Видимо, это и было первичной причиной для собирания всех существующих греческих переводов ветхозаветных Писаний и переписывания их параллельными колонками, отметив в тексте Септуагинты все расхождения с оригиналом.
В общей сложности на составление своего труда Ориген потратил 28 лет. Дискуссия о его побудительных мотивах и причинах, которыми он руководствовался, не закончена и по сей день. Традиционная точка зрения, наиболее глубоко аргументированная А. Ральфсом, гласит, что Ориген стремился исправить Септуагинту по протомасоретскому тексту, чтобы лишить иудеев аргумента об «испорченности Писания» при полемике с христианами, при этом для учёного главным мерилом была не Септуагинта, а оригинал. Похожую точку зрения высказывал и Ф. Шафф, который, однако, приписывал Оригену цели апологии Септуагинты, которую следовало очистить от искажений переписчиков и защитить от обвинений в неточности. И. С. Вевюрко приводил следующие контраргументы — действительно, Ориген исправлял текст Септуагинты, но все внесённые изменения отмечал особыми знаками, разработанными когда-то александрийскими филологами для текстологической критики. Другие переводы служили Оригену прежде всего свидетельствами, позволяющими фиксировать понимание оригинала. Иными словами, учёный искал варианты, признанные всеми свидетелями текста; и не стремился устранять все дополнительные чтения. По мнению современных библеистов Э. Кэмесара и Т. Лоу (2008), Ориген стремился увеличить экзегетические возможности греческого текста.

## Структура
Текст Гексаплы был организован в виде шести столбцов, представлявших синхронизированные редакции одного и того же ветхозаветного текста:
- еврейский консонантным письмом (неогласованный, так называемый протомасоретский);
- еврейский в греческой транслитерации (то есть запись огласовки первого);
- греческий перевод Акилы Понтийского (II века);
- греческий перевод Симмаха (конца II века);
- Септуагинта с редакторским аппаратом самого Оригена;
- греческий перевод Феодотиона (середины II века)[8].

Расположение вариантов перевода не соответствует хронологии их создания. Епифаний Кипрский (О весах, 19) писал, что стандартом точности библейского текста для Оригена была именно Септуагинта, что противоречит суждениям его самого. В современной библеистике принято считать, что логика расположения переводов объясняется их связью с еврейским текстом. По Г. Свиту, Акила представил наиболее дословный перевод, пересмотром которого занимался Симмах, так же, как Феодотион следовал Семидесяти и пытался пересмотреть их текст. По И. Вевюрко (2013), Акила и Симмах непосредственно переводили с иврита, тогда как Феодотион воспринимался редактором Септуагинты.
В конце жизни Ориген подготовил Тетраплу — то есть синоптический свод четырёх греческих переводов. Ссылки и на Гексаплу, и на Тетраплу встречаются в греческих рукописях Септуагинты, а также манускриптах Сиро-Гексаплы. Однако в ряде случаев к труду Оригена применяются также названия «Гектапла» и «Октапла» (в Книге Иова рукописей Сиро-Гексаплы и гексапларной Псалтири). Это вызвало в своё время дискуссию о том, были ли это отдельные труды. У Евсевия Кесарийского упоминается, что Псалтирь в Гексапле была дополнена тремя анонимными переводами — Квинтой, Секстой и Септимой:

…[Ориген] выискивал переводы, существующие помимо Семидесяти и кроме общеупотребительных переводов Акилы, Симмаха и Феодотиона. Не знаю, из каких тайников, где они лежали давным-давно, извлёк он их на свет Божий. Владелец их остался ему неизвестен, и он только сообщил, что один экземпляр он нашёл в Ликополе, недалеко от Акция, а другой — в каком-то другом месте. В Гекзаплах же он, рядом с четырьмя известными переводами псалмов, помещает не только пятый, но и шестой и седьмой с примечаниями к одному: он нашёл его при Антонине, сыне Севера, в Иерихоне, в огромном глиняном кувшине (др.-греч. πίθος).— Hist. Eccl. VI, 16
Больших сводов, по Евсевию, было только два — в шесть и четыре колонки. В схолиях к сохранившимся рукописям в едином контексте упоминаются, как правило, Октапла и Тетрапла. В максимальном расширении оказывалось 9 вариантов текста, но название «Эннеапла» в античных источниках никогда не встречается. В комментариях Оригена к Посланию к Римлянам сохранился фрагмент Авв. 2:4 во всех девяти версиях. По мнению Ф. Шаффа, этот фрагмент доказывает, что расположение текстов у Оригена зависело от степени буквальности перевода.

## Редакторская работа Оригена и его методы
По словам А. Крузеля (1992), Ориген никогда не пытался «определить» свою богословскую мысль и полностью зависел от библейского текста, которому в своих комментариях следовал шаг за шагом, поэтому его собственное богословие было делом экзегета. Основанием его экзегетической деятельности была глубочайшая убеждённость в том, что вся Библия содержит смыслы помимо прямого чтения, что и стало основанием для его осуждения со стороны Епифания Кипрского и Викентия Лиринского. Согласно Оригену, Священное Писание нельзя рассматривать как сборник разнородных текстов, посвящённых разным вопросам, поскольку оно было бы недостойно Божественного авторства. Священное Писание пронизано смыслом в каждой букве и соответствует Промыслу, для которого даже малейшая вещь не является излишней. Так как в основе текста Библии лежал грамматико-исторический смысл, богословие Оригена немыслимо без критического его издания. Ориген в «Гомилиях» к Евангелию от Луки утверждал, что даже ангелы ждут научения у апостолов, которым вверен библейский текст.
Согласно Г. Свиту, Ориген исходил из представления, во-первых, о первичности и «чистоте» еврейского текста, имевшегося у него в распоряжении, и, во-вторых, об ущербности любого греческого текста, если он отрывается от оригинала. То есть он стремился предоставить Церкви конгениальный оригиналу текст Септуагинты, не нарушая освящённых временем и литургической практикой его особенностей. Это не касалось порядка отдельных стихов и глав (например в Книге Исход, III Книге Царств и Иеремии). В случае с именами собственными требовалось наличие альтернативных переводов, в которых Ориген искал признанными всеми формы, с учётом еврейского оригинала. Гораздо более сложным было положение с текстами, имевшимися в LXX и отсутствовавшими в еврейском тексте (и наоборот). Ориген, судя по его собственным словам, не стремился удалять текст, санкционированный Церковью и рассматривавшийся многими христианами как Боговдохновенный. Пропуски в тексте заполнялись по переводам Акилы и Феодотиона. Для этой работы Ориген разработал оригинальный библейский издательский аппарат, к сожалению, почти полностью утраченный. Он использовал специальные знаки, разработанные Аристархом Самофракийским для работы с Гомером (др.-греч. Ἀριστάρχεια σήματα), в первую очередь — обел (др.-греч. ὀβελίσκος) и астериск (др.-греч.  ἀστέρισκος). В Аристарховом издании Гомера обелом отмечались сомнительные места, а астериском — наиболее примечательные; судя по упоминаниям Диогена Лаэрция (Платон, III, 657), аналогично эти знаки использовались в критических изданиях текста Платона. В пятом столбце Гексапл Ориген отмечал обелом отсутствующие в еврейском тексте слова и строки и потому сомнительные с его точки зрения; астериском обозначались слова и фразы, отсутствующие в Септуагинте и добавленные из альтернативных греческих переводов по еврейскому оригиналу. Судя по сообщению Епифания Кипрского (О весах, VIII), использовался также лимниск (знак деления ÷), которым отмечались слова и выражения, имевшиеся в двух и более переводах, а также полулимниск (без верхней точки), указывавший на перевод одним греческим словом двух еврейских. В случае нарушения порядка греческой фразы Ориген использовал астериск и обелиск вместе.
Отсутствие сколько-нибудь пространной версии гексапларных текстов с пометами Оригена создаёт существенные сложности в исследовании его метода. В современных критических изданиях Септуагинты только Книга Иова сохранила Оригеновы знаки (в передаче Павла Телльского) в количестве, позволяющем судить о работе древних редакторов, но даже этого иногда недостаточно, чтобы отделить исконное чтение от исправленного Оригеном по еврейскому тексту.

## Внешний вид. Судьба текста
Гексапла была окончательно завершена около 245 года; традиционно считается, что Тетрапла была переписана ещё позже, вероятно, во время пребывания Оригена в Тире. Бо́льшую часть работы, по-видимому, вели переписчики, но еврейский текст, огласовку и отредактированную Септуагинту Ориген, предположительно, переписал лично. Евсевий отмечал, что работа была очень тяжёлой и дорогостоящей:

Более семи скорописцев (др.-греч. βιβλιογράφοι) писали под его диктовку, сменяясь по очереди через определённое время; не меньше было переписчиков (др.-греч. καλλιγράφοι) и красиво писавших девушек. Амвросий щедро снабжал их всем необходимым…— Hist. Eccl. VI, 23
Сложно судить о внешнем виде и письменном материале Гексапл и Тетрапл. Первичная рукопись могла быть папирусной. В одном из посланий Иеронима упоминается, что Акакий и Евагрий стремились переписывать на пергаменте некоторые повреждённые книги в Кесарийской библиотеке, что может являться косвенным подтверждением. Если же Гексапла была сразу переписана на пергаменте, то расход материала был громадный. По оценке Тишендорфа, если представить аналогом Гексаплы Синайский кодекс, листы которого были изготовлены из шкур антилоп, то из кожи одного животного можно было выделать только два листа. Вероятно, описанное Евсевием возмущение против Оригена-епископа объяснялось и слишком большими расходами на переписывание.
По оценке Г. Свита, если Гексаплы были переписаны в виде кодекса или нескольких кодексов, они были аналогичны гигантским Ватиканской и Синайской рукописям, которые включали весь библейский текст в одном томе, переписанном в несколько колонок. Текст Синайского кодекса составлял 4 колонки, давая 8 на развороте; Ватиканский — 3 колонки, будучи полным аналогом Гексаплы в развёрнутом виде. Однако Гексаплы, даже если включали только 22 канонические книги, должны были в пять раз превосходить по объёму Ватиканский кодекс или Ветхий Завет Синайского кодекса. Приблизительный подсчёт таков: Ватиканский кодекс включает 759 листов, из которых Ветхий Завет занимает 617 (если бы он был в полной сохранности, их должно быть 650). По аналогии Гексапла должна была иметь 3250 листов, то есть 6500 страниц. Э. Нестле, впрочем, приводил несколько меньшую оценку, но даже в этом случае текст занимал не менее 3000 листов пергамента. Если включать второканонические книги и тексты Квинты и Сексты, объём текста сильно возрастал; даже Тетрапла должна была включать не менее 2000 листов. Э. Редепеннинг в 1841 году впервые предположил, что Гексапла представляла собой целую библиотеку, которая могла включать до 50 отдельных томов-кодексов.
Указанные расчёты показывают, что крайне маловероятно: Гексапла или хотя бы Тетрапла была хоть раз переписана целиком. Чаще других переписывался пятый столбец, содержавший Оригенову редакцию Септуагинты. В III—IV веках этот текст переписали Памфил Кесарийский и Евсевий Кесарийский. Оригиналом Гексапл пользовался Иероним, что неоднократно упоминается в его письмах и прологах к книгам Вульгаты. Гексаплы упоминаются и в примечаниях к пророческим текстам в Codex Marchalianus, переписанном в Египте VI века. В первой четверти VII века яковитский епископ Павел Телльский возглавил коллектив монахов, которые предприняли полный перевод на сирийский язык Септуагинты из Гексапл, полностью или в значительной степени сохранив научный аппарат Оригена (Сиро-Гексапла); перевод был абсолютно дословным вплоть до «неестественности» сирийского языка. Кесария Палестинская в 638 году (или 653 году) была завоёвана арабами, после чего Гексаплы больше не упоминались современниками; Палестина в VII—XII веках была постоянной ареной междоусобиц и завоеваний; видимо, тогда же погибла и библиотека с трудами Оригена.

## Археографические находки текста Гексаплы и проблема реконструкции
В 1900 году Чарльз Тейлор опубликовал сильно повреждённый фрагмент палимпсеста, происходящего из Каирской генизы. Текст имел, как минимум, три слоя: под раннесредневековыми записями на иврите просматривалась позднеантичная литургическая поэма и унциальный текст Гексаплы примерно VIII века: огласовка Псалма 22 греческими буквами и фрагменты его перевода — Акилы, Симмаха, Семидесяти и Феодотиона — именно в таком порядке. Тейлор предположил, что изначально текст на листе был переписан в 40 строк (сохранилось 33), причём на каждой из них точно помещались греческие эквиваленты соответствующих еврейских слов. В 1994 году Р. Дженкинс заново исследовал фрагмент листа Гексаплы и подтвердил, что изначально текст был переписан в 40 строк, предположив, что еврейский текст квадратным письмом не был скопирован в этой рукописи.
Ещё ранее — в 1896 году — Джованни Меркати объявил о находке гексапларного текста Псалтири в греческом палимпсесте примерно XIII—XIV века из Амброзианской библиотеки. Однако данный фрагмент (44 страницы) был опубликован только в 1958 году и включал 10 псалмов. Выяснилось, что по особенностям минускульного почерка текст не мог быть переписан ранее IX века, при этом в первоначальной рукописи имелось пять вариантов текста параллельными колонками против шести у фрагмента из Каирской генизы. Их роднит порядок текстов — греческая огласовка, Акила, Симмах, Септуагинта и Феодотион; еврейского текста квадратным письмом никогда не было в данной рукописи. Рукопись предназначалась, по-видимому, для экзегетических нужд, и каждый вариант текста Псалмов сопровождался святоотеческими комментариями. По-видимому, это была очень объёмная и дорогая рукопись.
По мнению Э. Графтона и М. Уильямс, данные фрагменты позволяют пролить свет на некоторые особенности оригинала Гексаплы. В частности, текст в колонках и Миланского, и Каирского фрагментов расположен строка в строку, чтобы одному еврейскому слову точно соответствовало одно греческое. В то же время, по Графтону и Уильямс, Гексапла не могла быть единым кодексом, а, скорее, целой библиотекой — серией однотипных кодексов фиксированного объёма и большого формата (об этом позволяет судить Каирский фрагмент). Если допустить, что оригинал Гексаплы был переписан унциалом по 40 строк на лист, причём в каждой колонке было только по одному еврейскому и греческому слову, то объём мог достигать 40 томов по 800 страниц (400 листов) в каждом. Стоимость её могла быть сопоставима с расходами епархии на помощь бедным, которая в Риме при епископе Корнелии достигала 6 миллионов денариев в год.
Э. Графтон и М. Уильямс на основе текстуальных свидетельств и анализа античных источников, повествующих о Гексапле, выдвинули предположение, что Тетрапла предшествовала Гексаплам. Ориген мог начать работу над сличением греческих переводов ещё в Александрии (даже располагая греческой огласовкой еврейского текста) и добавил первую — еврейскую — колонку, уже оказавшись в Палестине и сблизившись с местной иудейской и иудео-христианской средой.

## Проблема Гексаплы. Критические издания
Поскольку начиная с IV века Септуагинту стали переписывать в версии Оригена, Г. Теккерей заявил, что устранение гексапларных интерполяций является важнейшей задачей текстологии Септуагинты. В современной науке это считается крайне трудноисполнимым. Единственным надёжным методом является внутреннее исследование текста: Ориген добавлял в греческий текст всё, что отличало от него еврейский текст. Таким образом, можно выделить места, когда Септуагинта расходится с еврейским текстом содержательно, а не только экзегетически. Доказанные следы редакции Оригена также надёжно свидетельствуют, что Ветхий Завет не подвергся христианским интерполяциям — сам он ещё жил в эпоху гонений, во время которой исправление было практически невозможным, и сам же заложил основы библейской текстологии, которая сделала систематическое внесение интерполяций невозможным.
Евсевий и Памфил, переписывая пятый столбец Гексапл, находились в полной уверенности, что Оригену удалось восстановить греческий текст во всей его чистоте (об этом почти спустя столетие свидетельствовал Иероним). Тем не менее, не существует свидетельств, которые бы доказывали, что Оригенова редакция имела широкое распространение за пределами Палестины. Не сохранилось ни одной унциальной рукописи с текстом Гексаплы, хотя Синайский кодекс был, несомненно, исправлен по ней; однако большое число рукописей Септуагинты позволяют в большей или меньшей степени реконструировать не только оригенову Септуагинту, но и остальные варианты греческих переводов. Иероним Стридонский писал, что ему известны три основные редакции греческого текста Септуагинты, которые порождали разнобой старолатинских переводов: Гексапла, редакция Исихия Александрийского и преподобномученика Лукиана, основателя Антиохийской школы. На основе редакции Лукиана был создан стандартный Константинопольский текст, который и стал основой готского, церковнославянского и старосирийского библейских переводов, на этот же прототип опирались и некоторые старолатинские переводчики.
Тем не менее, в Средние века Гексапла не была забыта, и авторитет её оставался велик. После появления книгопечатания первую попытку выделить гексапларные чтения предпринял Петер Моринус в Сикстинском издании Септуагинты 1587 года (при участии Фламиния Нобили). Систематическую подборку гексапларных фрагментов представил Йохан Друзиус, она была опубликована после его кончины в 1622 году (Vet. interpretum Graecorum… fragmenta collecta… a Jo. Drusio), эти издания использовались при подготовке Лондонской Полиглотты. Систематическую реконструкцию Гексаплы предпринял Бернар де Монфокон в 1713 году (Hexaplorum Origenis quae supersunt: multis partibus auctiora…). Текст Сиро-Гексаплы был впервые опубликован М. Норбергом в 1787 году, отдельно публиковались Даниил (1788) и Псалтирь (1820). Двенадцать лет реконструкции Гексаплы посвятил оксфордский богослов и текстолог Фредерик Филд, чьё двухтомное исследование увидело свет в 1875 году (Origenis Hexaplorum quae supersunt sive veterum interpretum Graecorum in totum Vetus Testamentum fragmenta <…> concinnavit, emendavit, et multis partibus auxit Fridericus Field). Он отказался от реконструкции текста в шести колонках, однако каждая фраза библейского текста снабжена критическим аппаратом, во введении подробно охарактеризованы все рукописи, издания и методы. Издание Филда и в XXI веке остаётся наиболее полным.
В XX веке гексапларный аппарат, а также фрагменты сохранившихся книг воспроизводились в фундаментальных изданиях Септуагинты: Гёттингенском (выходящем с 1931 года) и Кембриджском (1906—1940). В отличие от издания Филда, они не предполагали реконструкции целостного текста Гексаплы.
Подготовкой новой реконструкции Гексаплы занимается международное сообщество библеистов «The International Organization for Septuagint and Cognate Studies» (IOSCS).

## Издания
- Hexaplorum Origenis quae supersunt, multis partibus auctiora, quam a Flaminio Nobilio & Joanne Drusio edita fuerint. Ex manuscriptis & ex libris editis eruit & notis illustravit D. Bernardus de Montfaucon … accedunt opuscula quaedam Origenis anecdota & ad calcem Lexicon Hebraicum ex veterum interpretationibus concinnatum :  [лат.]. — Parisiis : Apud Ludovicum Guerin : Viduam Joannis Boudot : Et Carolum Robustel, 1713. — Т. Primus. — 708 p.
- Hexaplorum Origenis quae supersunt, multis partibus auctiora, quam a Flaminio Nobilio & Joanne Drusio edita fuerint. Ex manuscriptis & ex libris editis eruit & notis illustravit D. Bernardus de Montfaucon … accedunt opuscula quaedam Origenis anecdota & ad calcem Lexicon Hebraicum ex veterum interpretationibus concinnatum :  [лат.]. — Parisiis : Apud Ludovicum Guerin : Viduam Joannis Boudot : Et Carolum Robustel, 1713. — Т. Secundus. — 636 p.
- Origenis Hexaplorum quae supersunt; sive, Veterum interpretum Graecorum in totum Vetus Testamentum fragmenta. Post Flaminium Nogilium, Drusium, et Montefalconium, adhibita etiam versione syro-hexaplari, concinnavit, emendavit, et multis partibus auxit Fridericus Field. — Oxonii : E typographeo Clarendoniano, 1875. — Т. I. Prolegomena. Genesis — Esther. — 806 p.
- Origenis Hexaplorum quae supersunt; sive, Veterum interpretum Graecorum in totum Vetus Testamentum fragmenta. Post Flaminium Nogilium, Drusium, et Montefalconium, adhibita etiam versione syro-hexaplari, concinnavit, emendavit, et multis partibus auxit Fridericus Field. — Oxonii : E typographeo Clarendoniano, 1875. — Т. II. Jobus — Malachias. Auctarium et indices. — 1036 p.

## Комментарии
1. ↑  Субстантивированное прилагательное среднего рода множественного числа. См.: A Patristic Greek Lexicon. / ed. by G. W. H. Lampe. — Oxford : the Clarendon Press, 1962. — Fase. 2 (βαρβαρεύω—εὐσυμπαθήτως). — P. 492 b. — PP. 289—576.
2. ↑  От др.-греч. συνοπτικός — «обозримый», буквально: «со-наблюдающий».
3. ↑  В западной библеистике Гексаплу часто называют диглоттой, поскольку Ориген не стремился специально сопоставить переводы Писания на разные языки.
4. ↑  От латинских числительных quinta, sexta, septima — «пятая», «шестая», «седьмая» (колонки с текстом).
5. ↑  Ориген прибыл в Палестину в 217 году, в Греции побывал в 231-м, что и даёт основание для датировки его работы[10].